# Cyriocosmus pribiki
Cyriocosmus pribiki là một loài nhện trong họ Theraphosidae.
Loài này thuộc chi Cyriocosmus. Cyriocosmus pribiki được miêu tả năm 2009 bởi Pérez-Miles & Weinmann.